# Холопов, Павел Николаевич
Па́вел Никола́евич Хо́лопов (6 июня 1922, Усть-Сысольск, Вологодская губерния — 13 апреля 1988, Москва) — советский учёный-астроном, профессор.

## Биография
Родился в семье учителей. В 1946 окончил астрономическое отделение мехмата МГУ. В 1946—1960 работал в Астрономическом совете АН СССР (младший научный сотрудник, с 1957 — старший научный сотрудник). В 1960—1988 — заведующий отделом переменных звёзд (после слияния этого отдела в 1978 году с Отделом изучения Галактики возглавлял объединённый Отдел до своей кончины) ГАИШ, преподавал в МГУ.
Основные труды в области изучения переменных звёзд и звёздных скоплений. С 1946 участвовал в работе по каталогизации сведений о переменных звёздах и составлению каталогов переменных звёзд. В 1960—1977 возглавлял эту работу совместно с Б. В. Кукаркиным, после смерти Кукаркина самостоятельно осуществлял руководство. Под его руководством вышли третье и четвёртое издания Общего каталога переменных звезд (ОКПЗ).
Разработал метод определения пространственной плотности звёзд в сфероидальном скоплении по их видимому распределению и дал его численный вариант. Исследовал структуру большого числа шаровых и рассеянных скоплений, установил наличие обширных корон вокруг них и обосновал представление о единстве строения скоплений различных видов.
Критически рассмотрел вопрос о динамической эволюции звёздных группировок и привёл ряд аргументов в пользу устойчивости таких скоплений, как NGC 6231, χ и h Персея, система Трапеции Ориона и других. В результате исследований структуры диаграммы цвет — светимость установил начальную главную последовательность звёзд на ней. Исследовал большое число переменных звёзд, в частности молодых объектов, связанных с диффузной средой. Установил принадлежность некоторых переменных звёзд к рассеянным скоплениям. Разработал метод определения периодов переменных звёзд с применением ЭВМ.
Автор около 180 научных работ, в том числе фундаментальной монографии о звёздных скоплениях.
Похоронен на Ваганьковском кладбище.

## Публикации
- Звездные ассоциации и молодые звездные скопления. // Сообщ. ГАИШ. — 1979. — № 205. — С. 3-35.
- Звездные скопления. — М.: Физматлит, 1981. — 479 с.
- О классификации переменных звезд // Перем. звезды. — 1981. — Т. 21. — С. 465—484.
- Молодые и возникающие звездные скопления. — М.: Знание, 1982. — 64 с.
- Фотографическая фотометрия компонентов двойной цефеиды СЕ Кассиопеи // Перем. звезды. — 1983. — Т. 22. — С. 93-100. (соавт. — Ю. Н. Ефремов).